# Mohammed Tamim
Ne doit pas être confondu avec Mohammad Temim.
Œuvres principales
Le spectre du tiers-monde : l'éducation pour le développement.

Le Spectre de l'Islamisme

Ulrich, histoire d'un Arabe néonazi

Le général Kanem-Borbou ou l'Afrique Noire est bien partie

L'étrange Histoire de Maria D.
Mohammed Tamim (en arabe : محمد تمبم) est un architecte, chercheur en économie du développement et écrivain  marocain d'expression française né en 1958 à Casablanca. Il vit à Laâyoune.

## Biographie
Mohammed Tamim est issu d'une famille originaire de Chinguetti, Mauritanie. Après des études primaires à l’école catholique Charles de Foucauld, puis secondaires au lycée Lyautey à Casablanca, Mohammed Tamim s’inscrit à la Gesamthochschule Kassel  en Allemagne, dont il sort architecte-ingénieur. Après quelques mois dans le cadre du service civil  à Al Hoceïma (Maroc), il est recruté comme architecte municipal à Laâyoune . Au cours d’un projet d’études à l’université sur le bidonville de  Benmsik  à Casablanca, il découvrit que le mot  Bidonville n’est pas local et fut utilisé pour la première fois de son histoire au Maroc. Il découvrit par la suite que l’origine de ce type d’habitat, entre autres caractéristiques du Tiers monde,  des pays en développement   se trouvait en Angleterre lors de la révolution industrielle.

## Travaux en architecture

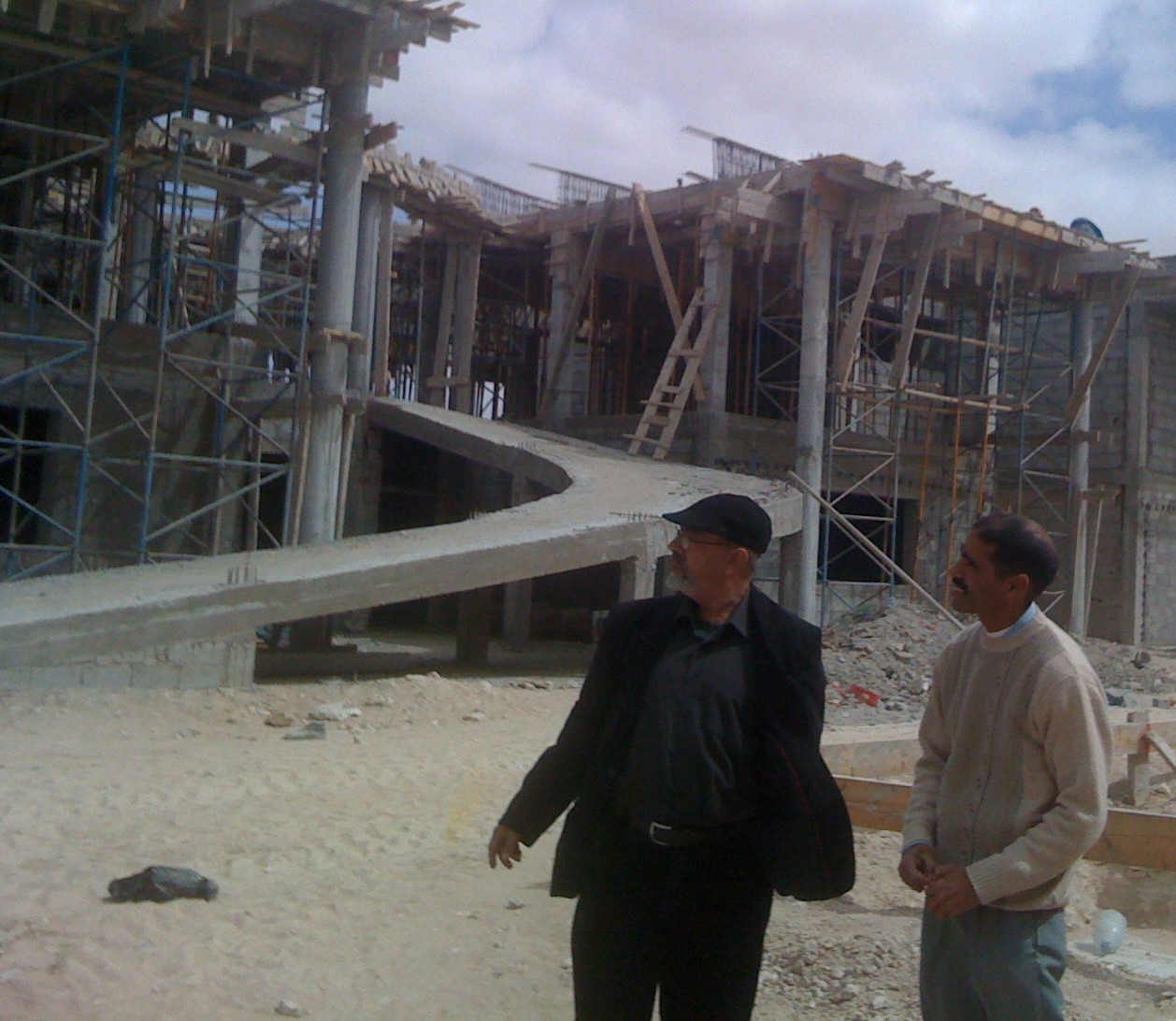
Mohammed Tamim en visite de chantier d'un complexe scolaire à Laâyoune

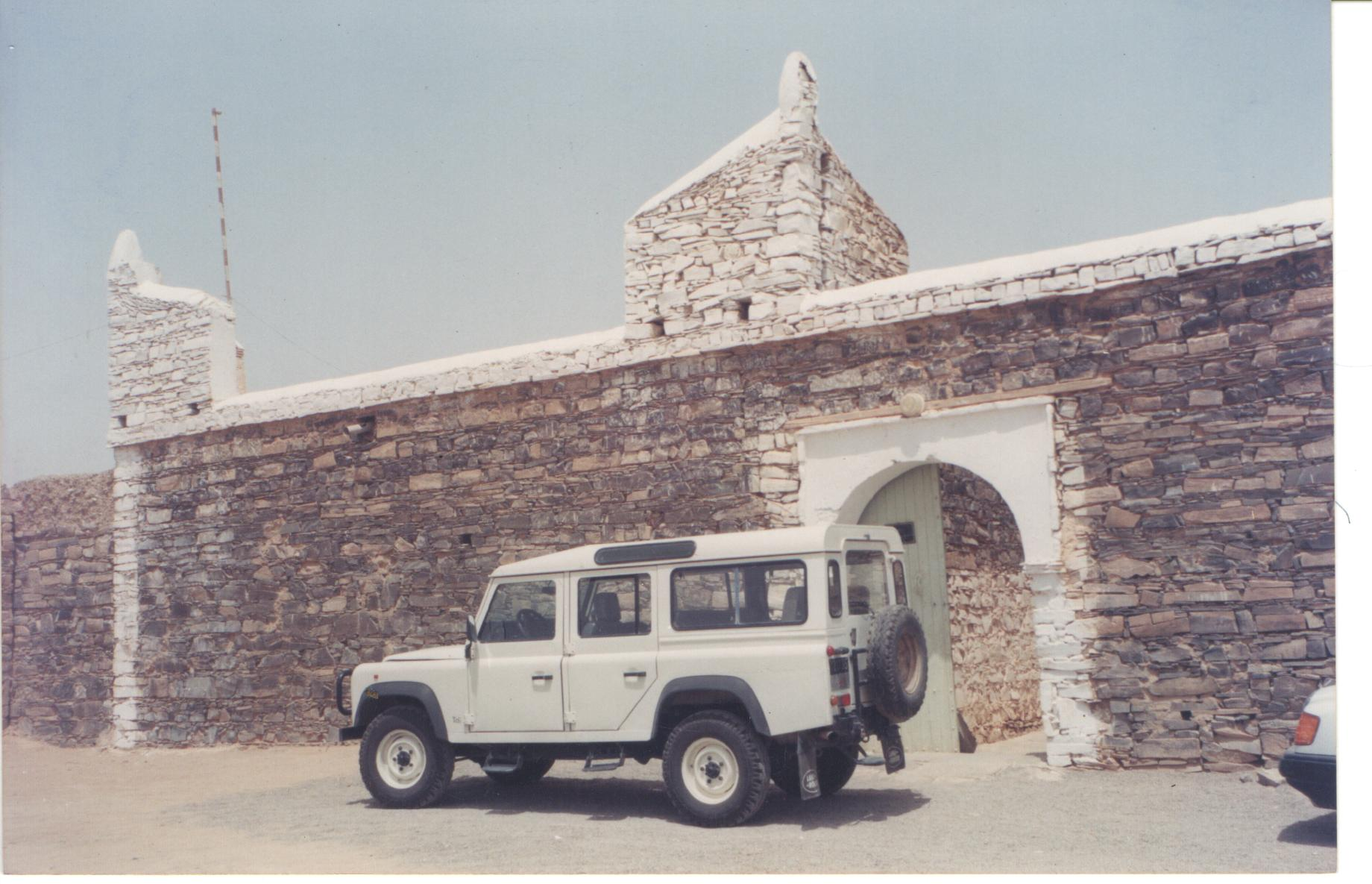
Zouiat Cheick Maininine

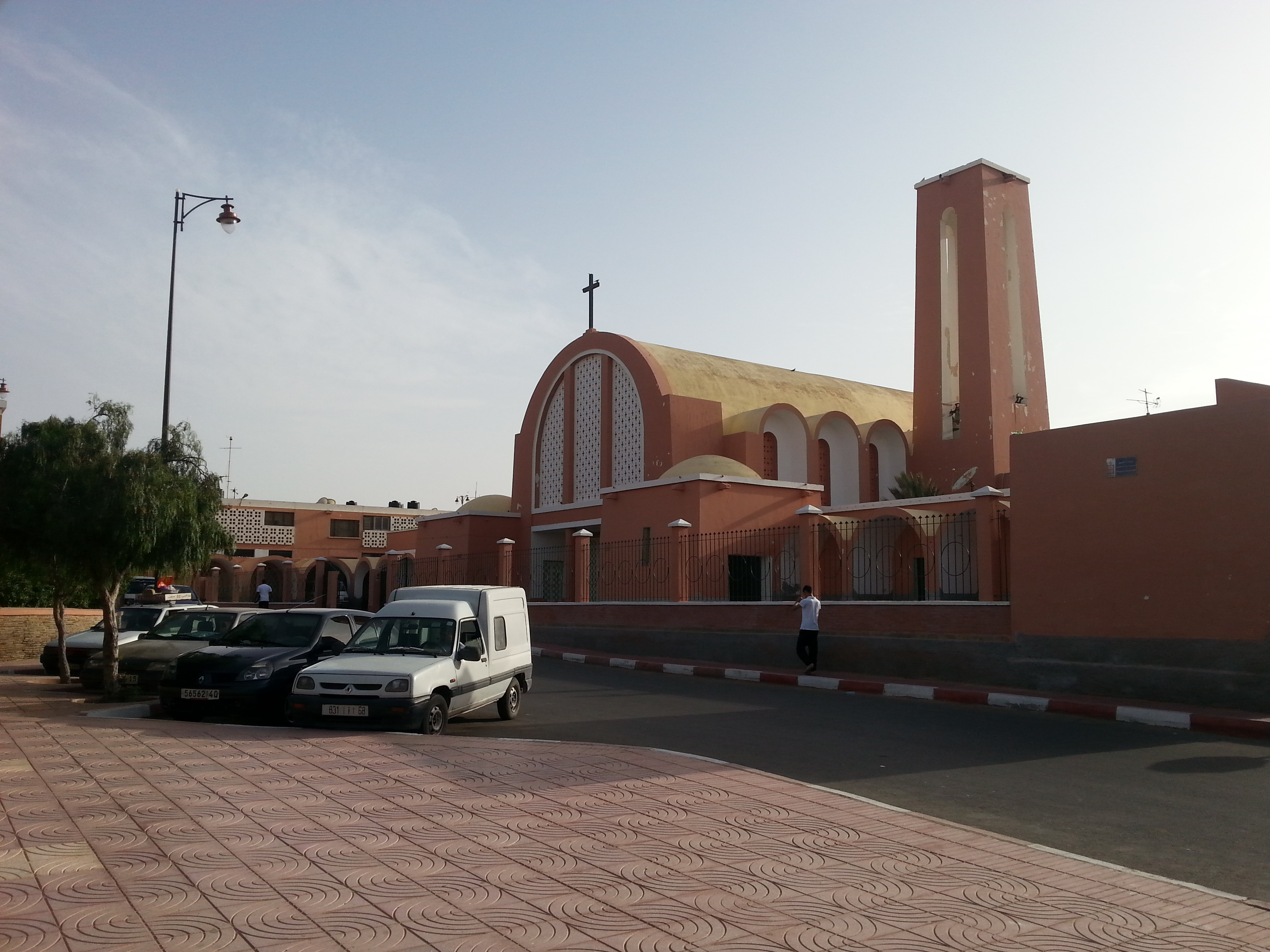
L'église de Laâyoune

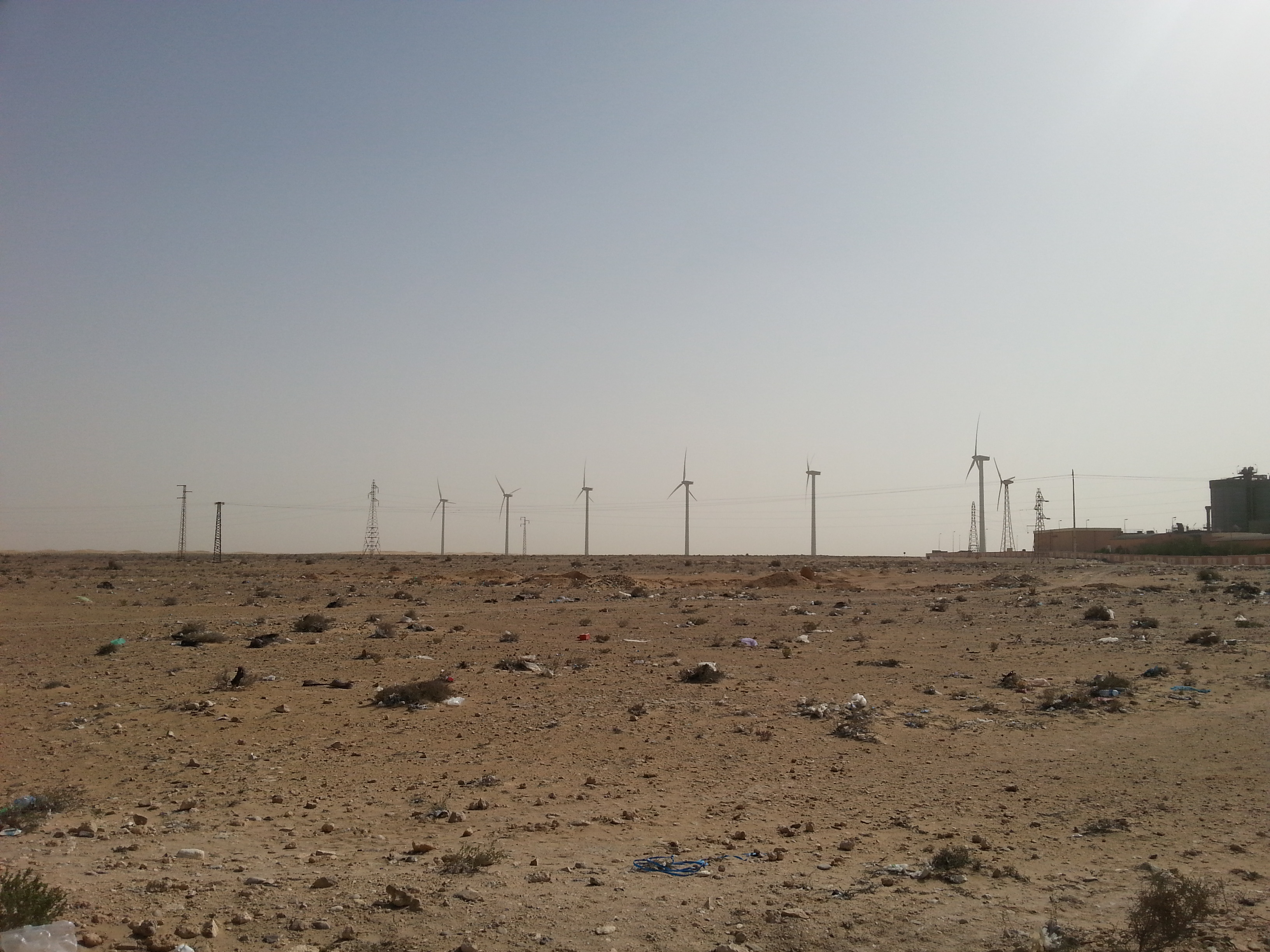
Les éoliennes de la cimenterie de Laâyoune

Mohammed Tamim s’est attaché en tant qu’architecte à restructurer les anciens quartiers de l’ère coloniale les  Colomina, à sauvegarder les patrimoines historiques avec leurs églises de Laâyoune et de Dakhla, les anciens vestiges saharaouis comme Zaouyat Cheick Maiainine. Il a aussi construit beaucoup d’établissements scolaires, publics et privés. Il s’est engagé avec son association GreenSahara dans le développement des énergies renouvelables dans les provinces sahariennes.    ( Voire les photos)

## Thèses en économie du développement
- L’origine et définition des  pays en développement  : Comme Walt Whitman Rostow, Mohammed Tamim estime que les pays en développement sont les pays en transition des multiples modes de vie traditionnels vers le mode de vie moderne à partir de la révolution industrielle en Angleterre aux XVIIIe et XIXe siècles.
- L’indicateur de développement : Le développement d’un pays serait mesurable à son seul  niveau d’éducation moderne. Le taux de scolarisation est proportionnel au taux de développement économique et inversement proportionnel au taux de croissance démographique, le développement économique étant mesuré par la proportion de la population active dans les secteurs modernes et l'espérance de la vie à la naissance.
- La croissance démographique : Déclenchée par les campagnes de vaccination (qui baissent le taux de mortalité de la population et tous les progrès de la science moderne en matière d'hygiène et de production d'antibiotiques ont le même effet, bien que le taux de naissance est déjà élevé)[1], elle constitue dans les  pays en développement   un grand obstacle à la généralisation de la scolarisation, donc au développement.
- La condition préalable au take-off de Walt Whitman Rostow : le décollage des économies des  pays en développement   est la généralisation de la scolarisation du cycle primaire au cycle universitaire.
- La clairvoyance des dirigeants (Leadership) : L’empereur japonais Meiji est le premier grand stratège du développement de l’histoire. C’est de la clairvoyance des dirigeants que dépend la réussite des politiques de développement comme, Habib Bourguiba en Tunisie, Lee Kuan Yew à Singapour, Deng Xiaoping en Chine, Mahathir Mohamad en Malaisie, Park Chung-hee en Corée du Sud, Seretse Khama et Ketumile Masire au Botswana, Paul Kagame au Rwanda, etc.
- La stratégie du développement universelle : La généralisation de l’éducation et pour cela même le contrôle des naissances.
- Le hasard ou la communauté internationale : Le hasard peut porter à la tête de chaque pays en développement un homme clairvoyant comme Meiji. Mais de telles probabilités sont négligeables. Une telle stratégie ne peut donc être réalisée que par une solidarité universelle.

## Thèmes de l’œuvre littéraire
Dans ses travaux littéraires, Mohammed Tamim illustre principalement les thèmes de ses recherches en économie du développement : 

- La surpopulation des bidonvilles dans L’étrange histoire de Maria D. , cette pièce de théâtre relate les déboires de Maria, une jeune femme vivant  dans un bidonville et enceinte de son septième enfant.

- L’immigration et le racisme dans  Ulrich, l’histoire d’un Arabe néonazi , l’histoire d’un Arabe blond fasciné par l’idéologie nazie qui fonde et dirige une organisation néonazie.
 
- Les politiques de développement dans Le général Kanem-Bornou ou l’Afrique est bien partie, l’histoire d’un général africain qui grâce à  une politique de développement efficace transforme son territoire en une région hautement développée, et est en discorde avec le président du pays, un psychopathe corrompu qui confond Blancs et Albinos noirs. 

- La corruption et la mauvaise gouvernance dans Laâyoune-Plage ou la danse avec le séparatisme .
  
- L’étude des mouvements islamistes dans Le spectre de l’islamisme. 

- L'homosexualité dans un monde religieux dans Nabil Haddad.
 
- La difficulté pour les hommes de vieillir, de perdre jeunesse et beauté dans Alain Ledon, etc.

Les premiers chapitres de toutes ses œuvres sont en lecture libre sur son site : www.mohammedtamim.net

## Œuvres
- Das Gespenst der Dritten-Welt (Hoering Verlag, Berlin, 1982)
- Berberische Briefe (Hoering Verlag, Berlin, 1984)
- Le Spectre du tiers-monde (L’Harmattan, Paris, 2002,  (ISBN 2-7475-2260-1))
- Ulrich, l’histoire d’un Arabe néonazi( Sol’Air, Nantes, 2004,  (ISBN 2-915500-69-X))
- L’étrange Histoire de Maria D. ( Sol’Air, Nantes, 2005,  (ISBN 2-915500-70-3))
- Appel à l’Internationale écologiste (Sol’Air, Nantes, 2006,  (ISBN 2-915500-68-1))
- Seducere (Sol’Air, Nantes, 2007)
- Nabil Haddad (Sol’Air, Nantes, 2008)
- La théorie du développement pour le Millénaire (GreenSahara, Laâyoune, 2009)
- Le Général Kanem-Bornou, ou l’Afrique est bien partie (GreenSahara, Laâyoune, 2010)
- Le Colonel Buhari (GreenSahara, Laâyoune, 2011)
- Le Spectre de l’islamisme (GreenSahara, Laâyoune, 2011).
- Alain Ledon (GreenSahara, Laâyoune, 2012)
- Laâyoune-Plage (GreenSahara, Laâyoune, 2013)